# Woodstock '94

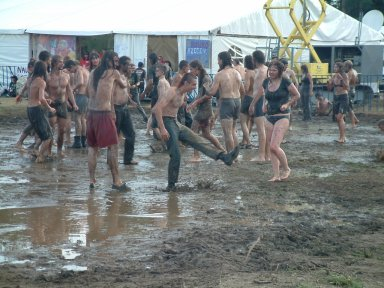
Woodstock '94 após o espetáculo do Green Day.

Woodstock '94 foi um festival de música em comemoração ao 25º aniversário do célebre Festival de Woodstock (1969). Foi realizado em Saugerties, a 100 quilômetros de Nova York e 70 quilômetros de Bethel, onde foi realizado o Woodstock original.
Originalmente cobrindo apenas o fim de semana 13 e 14 de agosto de 1994, foi acrescentado a sexta-feira, dia 12. Os ingressos custaram US$135 each. Depois de um clima seco e quente na sexta, fortes chuvas caíram na tarde de sábado, cobrindo os campos de lama que foi frequentemente lançada pelo público nos artistas. Embora o número de ingressos vendidos tivesse sido 135,000, o público estimado em Woodstock '94 foi 350,000, já que muitas pessoas pularam as barreiras que cercavam o local do festival.
Apresentaram-se, entre outros, as bandas Blind Melon, Primus, Nine Inch Nails, Aerosmith, Metallica, Red Hot Chili Peppers (show que foi a primeira apresentação de Dave Navarro na guitarra, após a saída de John Frusciante em 1992), e Green Day e músicos como Peter Gabriel, Carlos Santana, e Joe Cocker.

## Programação

### Sexta, 12 de Agosto

#### North Stage
- Roguish Armament with Rekk[8]
- Master of None
- 3
- Futu Futu
- Abba Rage
- Lunchmeat
- The Paul Luke Band
- Peacebomb
- The Goats
- Huffamoose
- Orleans
- Blues Traveler
- Jackyl
- Del Amitri
- Live
- James
- King's X
- Sheryl Crow
- Collective Soul
- Candlebox
- Violent Femmes[9]

#### Ravestock
- Aphex Twin
- Deee-Lite
- DJ Spooky[10]
- Doc Martin
- Frankie Bones
- Kevin Saunderson
- Little Louie Vega
- The Orb
- Orbital
- Soul Slinger
- DJ Scotto

### Sábado, 13 de Agosto

#### North Stage
- Joe Cocker
- Blind Melon
- Cypress Hill
- Rollins Band
- Melissa Etheridge
- Crosby, Stills, & Nash
- Nine Inch Nails
- Metallica
- Aerosmith

#### South Stage
- Nenad Bach[11]
- The Cranberries
- Zucchero
- Youssou N'Dour
- The Band com Hot Tuna, Bruce Hornsby, Roger McGuinn, Rob Wasserman, e Bob Weir
- Primus com Jerry Cantrell
- Salt-N-Pepa
- Vinx

### Domingo, 14 de Agosto

#### North Stage
- Country Joe McDonald
- Sisters of Glory com Thelma Houston, CeCe Peniston, Phoebe Snow, Mavis Staples, e Lois Walden
- Arrested Development
- The Allman Brothers Band
- Traffic
- Spin Doctors
- Porno for Pyros
- Bob Dylan
- Red Hot Chili Peppers
- Peter Gabriel

#### South Stage
- John Sebastian and the J-Band
- Country Joe McDonald
- Gil Scott-Heron
- WOMAD
  - Xalam
  - The Justin Trio
  - Geoffrey Oryema
  - Hassan Hakmoun & Zahar
- Green Day
- Paul Rodgers Rock and Blues Revue com Slash, Neal Schon, Andy Fraser, e Jason Bonham
- The Neville Brothers
- Santana com Eric Gales
- Jimmy Cliff's All Star Reggae Jam com Rita Marley, Eek-A-Mouse e Shabba Ranks